# Zoco de 'Ukaz

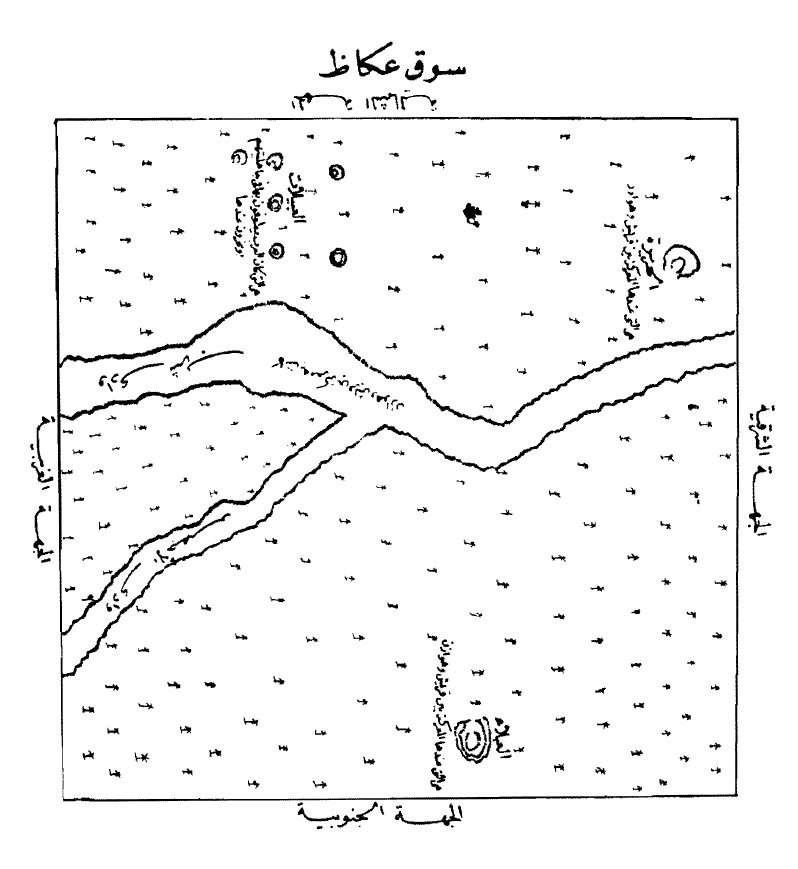
Sūq ʿUkāẓ (سوق عكاظ)

El zoco de 'Ukaz, transliterado del nombre original Sūq 'Ukāẓ (en árabe: سوق عكاظ‎) es un zoco en ʿUkāẓ, entre Nakhla y Taif, en Arabia Saudita. Fue el zoco más grande y conocido de la época preislámica; hoy es un destino turístico popular.

## Historia
Sūq ʿUkāẓ era un mercado estacional que operaba durante dos semanas cada año durante el mes de Dhu al-Qadah. Compitió con las ferias de Majanna y Dhu 'l-Majaz̄, que también se celebraban cerca de La Meca en la misma época del año. Estuvo activo desde aproximadamente el año 542 al 726. Ubicado estratégicamente en un punto central de la Ruta de las Especias a través de Arabia Occidental, su crecimiento en el siglo VI fue causado en parte por las guerras bizantino-persas, que dificultaron el acceso de los mercados mediterráneos a las rutas comerciales mesopotámicas. ʿUkāẓ estaba en el territorio del grupo tribal Hawāzin, y sus funciones eran controladas particularmente por el Tamīm. 
La reunión fue facilitada por la santidad de los meses sagrados durante los cuales se llevaba a cabo y su proximidad a la llanura sagrada del Monte Arafat. Aunque principalmente para el comercio, el mercado de ʿUkāẓ era un centro importante donde los árabes se reunían para formalizar las reglas tribales, resolver disputas, emitir juicios, hacer acuerdos, anunciar tratados y treguas, celebrar competiciones deportivas y carreras, concursos de poesía y reuniones religiosas; se ha comparado a este respecto con la antigua institución griega de los panegíricos. Fue especialmente importante para los concursos de poesía, que sirvieron para formalizar las reglas del verso, la gramática y la sintaxis del idioma árabe.
El sitio y su sacralidad fueron importantes en la Guerra de Fijar de finales del siglo VI d. C. (entre los qais, incluidos los Hawāzin, por un lado, y las tribus coraichinitas y kināna, por el otro). La guerra fue precipitada por el asesinato de ʿUrwa al-Raḥḥāl del Banū ʿĀmir ibn Ṣaʿṣaʿa por al-Barrāḍ ibn Qays al-Ḍmıī Kinānī, mientras ʿUrwa escoltaba una caravana lakhmid de al-Ḥīra a ʿUkāẓ durante la temporada santa. Esto fue considerado un sacrilegio por los árabes paganos, de ahí el nombre de la guerra, ḥarb al-fijār ('la guerra del sacrilegio'). El sitio del mercado dio su nombre a una batalla en el cuarto y último año de la guerra, yawm ʿUkāẓ ('el día de ʿUkāẓ', también conocido como yawm Sharab).
El sitio es prominente en leyendas posteriores de héroes árabes preislámicos: supuestamente vio visitas de predicación de Mahoma y el semi-legendario cristiano Quss ibn Sāʿida, y es el escenario de algunas historias sobre Hind bint al-Khuss. Sin embargo, la importancia de ʿUkāẓ disminuyó después del surgimiento del Islam, porque el califato cada vez más extenso facilitó nuevas rutas comerciales y alteró los roles sociales de las tribus árabes. El mercado fue definitivamente destruido por los jariyíes en 127 AH (725-26 d. C.), quienes lo saquearon.
La ubicación de Sūq ʿUkāẓ fue discutida hasta que el historiador Muhammad bin Abdallah al-Blahad la redescubrió. Saʿīd al-Afghānī publicó un importante estudio en 1960.

## Zoco moderno
Se ha recreado un zoco moderno en el lugar del zoco histórico. El zoco de cada año rinde homenaje a un poeta diferente. El zoco cubre 14 millones de metros cuadrados de terreno. En los tiempos modernos, como en el pasado, hay conferencias, competiciones deportivas, poesía, obras de arte y artículos a la venta. El zoco tiene 200 tiendas que venden diferentes productos incluyendo cerámica y alfarería, platería, cristalería, artes murales y manuscritos históricos.